# یوناس وینگکا
یوناس وینگکا (دانمارکی: Jonas Vingegaard؛ زادهٔ ۱۰ دسامبر ۱۹۹۶) دوچرخه‌سوار اهل دانمارک است. وی در سال ۲۰۲۲ قهرمان  تور دو فرانس  (انگلیسی: 2022 Tour de France) شد.
از باشگاه‌هایی که او در آنها رکاب زده است می‌توان به تیم مردان یومبو–فیسما (انگلیسی: Team Jumbo–Visma) اشاره کرد.